# ニューギニアオニネズミ
ニューギニアオニネズミ（Mallomys rothschildi）は、哺乳綱齧歯目ネズミ科ニューギニアオニネズミ属に分類されるネズミ。

## 分布
ニューギニア島全域に広く分布。

## 形態
体長34~38cm。尾は36~42cm。体重は0.95~1.5kg。大型で、背側が黒から赤褐色、腹側が白っぽく、腹の両側に白い帯がある。

## 生態
熱帯雨林、山岳地帯、高原、岩壁に生息。若芽、葉、その他の植物性の餌を探して木の間を走り回り、鋭い爪のある足でしっかり枝を掴む。